# Lernentoma
Lernentoma – rodzaj widłonogów z rodziny Chondracanthidae. Nazwa naukowa tego rodzaju skorupiaków została opublikowana w 1822 roku przez francuskiego zoologa i anatoma Henriego Marie Ducrotay de Blainville’a.

## Podział systematyczny
Do rodzaju należą następujące gatunki:
- Lernentoma asellina (Linnaeus, 1758)
- Lernentoma trigla Blainville, 1822